# Avalancha (personaje)
Avalancha (Dominikos Ioannis Petrakis o Dominik Petros) es un villano griego que aparece en los cómics estadounidenses publicados por Marvel Comics. El personaje suele representarse como un enemigo de los X-Men.
Es un mutante cretense que posee la capacidad de generar ondas sísmicas de sus manos que son lo suficientemente fuertes como para crear terremotos de diferentes tamaños y desintegrar cualquier sustancia que no sea tejido vivo. Es miembro de la Hermandad de Mutantes Diabólicos.
La serie animada de X-Men: Evolution retrata una versión diferente de Avalancha llamado Lance Alvers, un adolescente mutante reacio y el interés amoroso de Shadowcat, la miembro de los X-Men.

## Historial de publicaciones
Creado por el escritor Chris Claremont y John Byrne, su primera aparición fue en Uncanny X-Men vol. 1 #141 (enero de 1981).

## Biografía ficticia

### Primeros años
El pasado de Avalancha, antes de que Mystique lo reclutara para la segunda Hermandad de Mutantes Diabólicos, es casi desconocido, excepto el hecho de que él es un inmigrante de Creta, isla de Grecia. Él trabajó como criminal profesional y terrorista.

### Segunda Hermandad de Mutantes Diabólicos / Fuerza Libertad
Trabajando con la Hermandad, Avalancha planeó un intento de asesinato al Senador Robert Kelly cuando se enteraron de la amenaza a los mutantes por parte de la humanidad. Los X-Men llegaron antes del asesinato y combatieron a la nueva Hermandad. Tiempo después, Avalancha y la Hermandad combatieron a los Vengadores.
Avalancha abandonó brevemente a la Hermandad para chantajear al estado de California para que le pagaran una enorme suma de dinero con tal de no usar su poder para provocar un terremoto en la zona. Él fue derrotado por Hulk. Cuando regresó a la Hermandad, encontró a los mutantes Rom e Hybrid. Más tarde, la Hermandad acepta trabajar para el gobierno con el nombre de Fuerza Libertad. Como parte del equipo, Avalancha ayudó en la captura de Magneto. Más tarde, también combatió a X-Factor., y fue testigo de la supuesta muerte de los X-Men en Dallas. Avalancha también participó en el trágico combate en la Isla Muir contra los Reavers y Legión.
Más tarde, Avalancha participó en la desastrosa batalla contra la Espada del Desierto en Kuwait, que derivó en la desintegración de Fuerza Libertad. Al final, Avalancha abandonó a Pyro y a Blob.

### Apariciones posteriores
Cuando Fuerza Libertad fue disuelto después de la misión fallida en la Guerra del Golfo, Avalancha continuó trabajando para el gobierno como parte del Proyecto: Wideawake, pero pronto lo abandonó cuando se enteró de que su amigo Pyro había contraído el Virus Legado. Avalancha pasó mucho tiempo tratando de ayudar a encontrar una cura para la condición de su amigo, pero finalmente Pyro murió.
Mucho después de esto, Avalancha reapareció en un ataque de la Séptima Hermandad en Filadelfia, donde manifestó una nueva capacidad de afectar a la materia orgánica. Él aparece de nuevo en el ataque a la Mansión X con el resto de la Hermandad. Finalmente, el equipo fue vencido por los X-Men, y todos son absorbidos por el agujero negro en la cabeza de Xorn II.

### Utopía
Avalancha es uno de los pocos mutantes que mantiene sus poderes tras el "Día-M". En el momento en que los X-Men se establecen en San Francisco, Avalancha, con el alias de "Nick", establece un bar en la ciudad para ganarse la vida lejos de la delincuencia. Cuando los X-Men se trasladan a San Francisco, Petros tiene miedo a que con el tiempo vengan por él por sus crímenes del pasado. Mientras estaba haciendo las maletas con la esperanza de salir a su nueva vida, los X-Men aparecieron con una advertencia amistosa de mantener una tregua.
Más tarde, se le ve sentado, borracho en su propio bar, junto con otros mutantes. Están enfadados de que los humanos están tratando de evitar nuevos nacimientos mutantes y Avalancha participa en un motín. Finalmente Avalancha y los otros mutantes presos son liberados por Fuerza-X y se convirtió en un residente de Utopía.
Más tarde, durante el ataque de Bastion, se le puede ver luchando junto a los X-Men Mancha solar, Husk y Boom-Boom.
Durante la saga Fear Itself, Avalancha es reclutado por Cíclope para combatir a Kurrth.

## Poderes y habilidades
Avalancha es un mutante con la capacidad de generar ondas de choque con sus manos, creando efectos sumamente destructivos. Las vibraciones pueden causar derrumbes, y recientemente se ha mostrado que pueden afectar la materia orgánica. Cuando se dirige hacia objetos grandes como edificios o la misma tierra, las vibraciones pueden producir efectos similares a un terremoto o avalancha.
Avalancha es inmune a sus propias ondas vibratorias. Sin embargo, si las vibraciones son reflejadas hacia él, puede ser perjudicado. Aún no se conoce ningún límite a sus poderes, sin embargo, un terremoto producido por él es capaz de destruir una ciudad entera. Avalancha también es muy buen combatiente cuerpo a cuerpo.

## Otras versiones

### Era de Apocalipsis
Avalancha junto con Pyro, Phantazia y Fatale, es visto como un rebelde contra Mr. Siniestro, que es asesinado por la Bestia Oscura.

### Marvel Zombies
Avalancha y Fuerza Libertad aparecen como zombis combatiendo a los X-Men.

### Dinastía de M
Avalancha es parte de la policía de Nueva York, conocida como La Hermandad.

## En otros medios

### Televisión
- Avalancha apareció como miembro de Fuerza Libertad en varios episodios de la serie animada X-Men.

- En X-Men: Evolution, Avalancha (con la voz de Christopher Grey) ha sido fuertemente reimaginado. Aquí, él es un joven estudiante de secundaria llamado Lance Alvers y miembro de La Hermandad de Mutantes, pero esta versión de Avalancha se convierte en el miembro de La Hermandad con el mayor desarrollo. Originalmente no era más que un matón agresivo, a menudo se le veía enfadado, eventualmente desarrolló una actitud más compasiva, madura, seria y responsable, quien ayuda a sus compañeros de equipo como si fueran hermanos, y actúa en una manera extraña, como una versión más joven de Magneto. La estrecha relación romántica entre Avalancha y Kitty Pryde, que comienza al inicio de la segunda temporada, es una trama secundaria en toda la serie. Lance también comparte una intensa rivalidad con Scott Summers, que manifiesta en varias ocasiones (particularmente en los episodios "Survival of the Fittest" y "Joyride"). Al final, él ayuda en la lucha contra Apocalipsis, se reúne con Kitty, y se lo muestra junto con sus amigos de La Hermandad formando parte de una unidad de S.H.I.E.L.D.-sancionada en el futuro (un guiño a la Freedom Force).

- Avalancha aparece como miembro principal de la Hermandad de Mutantes Diabólicos en la serie Wolverine and the X-Men, cuya voz es prestada por James Patrick Stuart.[20] Es miembro de la Hermandad de Mutantes. A diferencia de las otras versiones televisadas del personaje, esta adaptación tiene un fuerte acento griego y luce una perilla. Él aparece por primera vez en "Hindsight" Pt. 2 donde él y la Hermandad de Mutantes engañan a los X-Men para que ataquen a la División de Respuesta de Mutantes.

### Videojuegos
- Avalancha aparece como un jefe en el juego X-Men Legends. Ahí es parte de la Hermandad de Magneto y pelea contra los X-Men junto a Sabretooth. Avalanche no apareció en la secuela del juego por razones desconocidas.